# Edith Austin
Edith Lucy Austin Greville, angleška tenisačica, * 15. december 1867, † 27. julij 1953.
Leta 1894 se je uvrstila v finale turnirja za Prvenstvo Anglije, kjer jo je premagala Blanche Bingley v dveh nizih. V konkurenci ženskih dvojic se je najdlje uvrstila v četrtfinale leta 1913, v konkurenci mešanih dvojic pa v tretji krog leta 1919.

## Finali Grand Slamov

### Posamično (1)

#### Porazi (1)
| Leto | Turnir            | Nasprotnica v finalu | Rezultat finala |
| 1894 | Prvenstvo Anglije | Blanche Bingley      | 1–6, 1–6        |